# Eleições legislativas portuguesas de 1995 no distrito de Braga
| Eleições legislativas portuguesas de 1995 Distritos: Aveiro \| Beja \| Braga \| Bragança \| Castelo Branco \| Coimbra \| Évora \| Faro \| Guarda \| Leiria \| Lisboa \| Portalegre \| Porto \| Santarém \| Setúbal \| Viana do Castelo \| Vila Real \| Viseu \| Açores \| Madeira \| Estrangeiro |

## Resultados por Concelho
Os resultados nos concelhos do Distrito de Braga foram os seguintes:

### Amares
| Partido                 | Partido                        | Votos  | %               | +/-   |
| ----------------------- | ------------------------------ | ------ | --------------- | ----- |
|                         | Partido Social Democrata       | 4 689  | 45,65 / 100,00  | 21,61 |
|                         | Partido Socialista             | 3 475  | 33,83 / 100,00  | 14,87 |
|                         | Partido Popular                | 1 518  | 14,78 / 100,00  | 6,97  |
|                         | Coligação Democrática Unitária | 208    | 2,02 / 100,00   | 0,69  |
|                         | Outros                         | 175    | 1,70 / 100,00   |       |
| Votos Inválidos         | Votos Inválidos                | 207    | 2,02 / 100,00   | 0,46  |
| Total                   | Total                          | 10 272 | 100,00 / 100,00 |       |
| Eleitorado/Participação | Eleitorado/Participação        | 15 827 | 64,90 / 100,00  | 0,76  |

### Barcelos
| Partido                 | Partido                        | Votos  | %               | +/-   |
| ----------------------- | ------------------------------ | ------ | --------------- | ----- |
|                         | Partido Social Democrata       | 31 207 | 47,82 / 100,00  | 15,48 |
|                         | Partido Socialista             | 22 608 | 34,64 / 100,00  | 10,97 |
|                         | Partido Popular                | 7 647  | 11,72 / 100,00  | 5,50  |
|                         | Coligação Democrática Unitária | 1 725  | 2,64 / 100,00   | 0,16  |
|                         | Outros                         | 991    | 1,52 / 100,00   |       |
| Votos Inválidos         | Votos Inválidos                | 1 087  | 1,67 / 100,00   | 0,22  |
| Total                   | Total                          | 65 265 | 100,00 / 100,00 |       |
| Eleitorado/Participação | Eleitorado/Participação        | 89 792 | 72,68 / 100,00  | 1,21  |

### Braga
| Partido                 | Partido                        | Votos   | %               | +/-   |
| ----------------------- | ------------------------------ | ------- | --------------- | ----- |
|                         | Partido Socialista             | 40 457  | 45,58 / 100,00  | 11,59 |
|                         | Partido Social Democrata       | 29 030  | 32,70 / 100,00  | 15,00 |
|                         | Partido Popular                | 9 175   | 10,34 / 100,00  | 5,73  |
|                         | Coligação Democrática Unitária | 6 601   | 7,44 / 100,00   | 0,40  |
|                         | Outros                         | 1 818   | 2,05 / 100,00   |       |
| Votos Inválidos         | Votos Inválidos                | 1 685   | 1,90 / 100,00   | 0,29  |
| Total                   | Total                          | 88 766  | 100,00 / 100,00 |       |
| Eleitorado/Participação | Eleitorado/Participação        | 120 803 | 73,48 / 100,00  | 1,56  |

### Cabeceiras de Basto
| Partido                 | Partido                  | Votos  | %               | +/-   |
| ----------------------- | ------------------------ | ------ | --------------- | ----- |
|                         | Partido Socialista       | 4 771  | 46,17 / 100,00  | 12,75 |
|                         | Partido Social Democrata | 4 505  | 43,59 / 100,00  | 14,08 |
|                         | Partido Popular          | 580    | 5,61 / 100,00   | 1,72  |
|                         | Outros                   | 288    | 2,80 / 100,00   |       |
| Votos Inválidos         | Votos Inválidos          | 190    | 1,84 / 100,00   | 0,40  |
| Total                   | Total                    | 10 334 | 100,00 / 100,00 |       |
| Eleitorado/Participação | Eleitorado/Participação  | 16 068 | 64,31 / 100,00  | 1,71  |

### Celorico de Basto
| Partido                 | Partido                        | Votos  | %               | +/-   |
| ----------------------- | ------------------------------ | ------ | --------------- | ----- |
|                         | Partido Social Democrata       | 5 937  | 51,18 / 100,00  | 13,77 |
|                         | Partido Socialista             | 3 527  | 30,40 / 100,00  | 11,35 |
|                         | Partido Popular                | 1 488  | 12,83 / 100,00  | 4,10  |
|                         | Coligação Democrática Unitária | 163    | 1,41 / 100,00   | 0,26  |
|                         | Outros                         | 251    | 2,17 / 100,00   |       |
| Votos Inválidos         | Votos Inválidos                | 235    | 2,03 / 100,00   | 0,30  |
| Total                   | Total                          | 11 601 | 100,00 / 100,00 |       |
| Eleitorado/Participação | Eleitorado/Participação        | 18 325 | 63,31 / 100,00  | 0,14  |

### Esposende
| Partido                 | Partido                        | Votos  | %               | +/-   |
| ----------------------- | ------------------------------ | ------ | --------------- | ----- |
|                         | Partido Social Democrata       | 8 143  | 45,61 / 100,00  | 14,34 |
|                         | Partido Socialista             | 5 391  | 30,20 / 100,00  | 10,33 |
|                         | Partido Popular                | 3 280  | 18,37 / 100,00  | 5,41  |
|                         | Coligação Democrática Unitária | 441    | 2,47 / 100,00   | 0,12  |
|                         | Outros                         | 265    | 1,48 / 100,00   |       |
| Votos Inválidos         | Votos Inválidos                | 332    | 1,86 / 100,00   | 0,11  |
| Total                   | Total                          | 17 852 | 100,00 / 100,00 |       |
| Eleitorado/Participação | Eleitorado/Participação        | 24 943 | 71,57 / 100,00  | 0,28  |

### Fafe
| Partido                 | Partido                        | Votos  | %               | +/-   |
| ----------------------- | ------------------------------ | ------ | --------------- | ----- |
|                         | Partido Socialista             | 14 402 | 49,56 / 100,00  | 10,38 |
|                         | Partido Social Democrata       | 10 567 | 36,37 / 100,00  | 13,03 |
|                         | Partido Popular                | 1 951  | 6,71 / 100,00   | 3,34  |
|                         | Coligação Democrática Unitária | 968    | 3,33 / 100,00   | 0,04  |
|                         | Outros                         | 623    | 2,14 / 100,00   |       |
| Votos Inválidos         | Votos Inválidos                | 547    | 1,88 / 100,00   | 0,18  |
| Total                   | Total                          | 29 058 | 100,00 / 100,00 |       |
| Eleitorado/Participação | Eleitorado/Participação        | 42 374 | 68,58 / 100,00  | 0,14  |

### Guimarães
| Partido                 | Partido                        | Votos   | %               | +/-   |
| ----------------------- | ------------------------------ | ------- | --------------- | ----- |
|                         | Partido Socialista             | 48 847  | 51,04 / 100,00  | 11,62 |
|                         | Partido Social Democrata       | 27 954  | 29,21 / 100,00  | 14,48 |
|                         | Partido Popular                | 8 892   | 9,29 / 100,00   | 4,06  |
|                         | Coligação Democrática Unitária | 6 281   | 6,56 / 100,00   | 0,15  |
|                         | Outros                         | 2 189   | 2,30 / 100,00   |       |
| Votos Inválidos         | Votos Inválidos                | 1 543   | 1,61 / 100,00   | 0,09  |
| Total                   | Total                          | 95 706  | 100,00 / 100,00 |       |
| Eleitorado/Participação | Eleitorado/Participação        | 131 219 | 72,94 / 100,00  | 1,31  |

### Póvoa de Lanhoso
| Partido                 | Partido                        | Votos  | %               | +/-   |
| ----------------------- | ------------------------------ | ------ | --------------- | ----- |
|                         | Partido Social Democrata       | 5 962  | 47,73 / 100,00  | 16,79 |
|                         | Partido Socialista             | 4 768  | 38,17 / 100,00  | 14,56 |
|                         | Partido Popular                | 1 173  | 9,39 / 100,00   | 3,83  |
|                         | Coligação Democrática Unitária | 159    | 1,27 / 100,00   | 0,24  |
|                         | Outros                         | 198    | 1,58 / 100,00   |       |
| Votos Inválidos         | Votos Inválidos                | 232    | 1,86 / 100,00   | 0,21  |
| Total                   | Total                          | 12 492 | 100,00 / 100,00 |       |
| Eleitorado/Participação | Eleitorado/Participação        | 18 356 | 68,05 / 100,00  | 0,29  |

### Terras de Bouro
| Partido                 | Partido                        | Votos | %               | +/-   |
| ----------------------- | ------------------------------ | ----- | --------------- | ----- |
|                         | Partido Social Democrata       | 2 992 | 53,71 / 100,00  | 17,55 |
|                         | Partido Socialista             | 1 575 | 28,27 / 100,00  | 11,34 |
|                         | Partido Popular                | 673   | 12,08 / 100,00  | 7,33  |
|                         | Coligação Democrática Unitária | 136   | 2,44 / 100,00   | 0,23  |
|                         | Outros                         | 110   | 1,97 / 100,00   |       |
| Votos Inválidos         | Votos Inválidos                | 85    | 1,53 / 100,00   | 0,45  |
| Total                   | Total                          | 5 571 | 100,00 / 100,00 |       |
| Eleitorado/Participação | Eleitorado/Participação        | 8 437 | 66,03 / 100,00  | 3,05  |

### Vieira do Minho
| Partido                 | Partido                        | Votos  | %               | +/-   |
| ----------------------- | ------------------------------ | ------ | --------------- | ----- |
|                         | Partido Social Democrata       | 4 036  | 45,46 / 100,00  | 18,68 |
|                         | Partido Socialista             | 3 317  | 37,36 / 100,00  | 13,54 |
|                         | Partido Popular                | 875    | 9,86 / 100,00   | 6,54  |
|                         | Coligação Democrática Unitária | 245    | 2,76 / 100,00   | 0,17  |
|                         | Outros                         | 223    | 2,50 / 100,00   |       |
| Votos Inválidos         | Votos Inválidos                | 182    | 2,05 / 100,00   | 0,05  |
| Total                   | Total                          | 8 878  | 100,00 / 100,00 |       |
| Eleitorado/Participação | Eleitorado/Participação        | 14 131 | 62,83 / 100,00  | 2,20  |

### Vila Nova de Famalicão
| Partido                 | Partido                        | Votos  | %               | +/-   |
| ----------------------- | ------------------------------ | ------ | --------------- | ----- |
|                         | Partido Socialista             | 33 299 | 46,74 / 100,00  | 10,67 |
|                         | Partido Social Democrata       | 26 007 | 36,50 / 100,00  | 14,44 |
|                         | Partido Popular                | 6 713  | 9,42 / 100,00   | 4,53  |
|                         | Coligação Democrática Unitária | 3 027  | 4,25 / 100,00   | 0,25  |
|                         | Outros                         | 1 194  | 1,68 / 100,00   |       |
| Votos Inválidos         | Votos Inválidos                | 1 003  | 1,41 / 100,00   | 0,18  |
| Total                   | Total                          | 71 243 | 100,00 / 100,00 |       |
| Eleitorado/Participação | Eleitorado/Participação        | 97 038 | 73,42 / 100,00  | 1,59  |

### Vila Verde
| Partido                 | Partido                        | Votos  | %               | +/-   |
| ----------------------- | ------------------------------ | ------ | --------------- | ----- |
|                         | Partido Social Democrata       | 11 531 | 46,66 / 100,00  | 21,96 |
|                         | Partido Socialista             | 7 434  | 30,08 / 100,00  | 12,73 |
|                         | Partido Popular                | 4 330  | 17,52 / 100,00  | 9,82  |
|                         | Coligação Democrática Unitária | 393    | 1,59 / 100,00   | 0,13  |
|                         | Outros                         | 473    | 1,92 / 100,00   |       |
| Votos Inválidos         | Votos Inválidos                | 553    | 2,24 / 100,00   | 0,44  |
| Total                   | Total                          | 24 714 | 100,00 / 100,00 |       |
| Eleitorado/Participação | Eleitorado/Participação        | 37 856 | 65,28 / 100,00  | 1,37  |